# Vale Longo
Vale Longo is een plaats (freguesia) in de Portugese gemeente Sabugal en telt 68 inwoners (2001).